# Віктор Миршавка
Віктор Миршавка (порт. Victor Mirshauswka, 27 квітня 1941) — бразильський баскетболіст.
Учасник Олімпійських Ігор 1964 року.